# Wettreg
Wettreg (Eigenschreibweise in Versalien, Kofferwort: WETTerlagen-basierte REGionalisierungsmethode) ist ein in Deutschland entwickeltes statistisches Verfahren zur Errechnung von Klimavariablen.
Das Modell wird von der Climate & Environment Consulting Potsdam GmbH im Auftrag von 15 Landesbehörden entwickelt. Im Gegensatz zu dynamischen regionalen Klimamodellen wie etwa CCLM, die versuchen über das Lösen physikalisch-chemischer Gleichungssysteme auf lokale Klimavariablen zu schließen, werden bei WETTREG statistische Zusammenhänge zwischen globalen und lokalen Klimavariablen hergestellt.

## Grundannahmen
Hinter der Arbeitsweise des Modells stehen prinzipiell fünf Grundannahmen:
1. globale Klimamodelle sind in der Lage, das Klima großräumig in hinreichender Qualität zu beschreiben, da aus diesen die regionale Daten abgeleitet werden
2. semi-stabile Muster in den atmosphärischen Feldgrößen (z. B. Zirkulation, Feuchte, Vorticity, u. v. a. m.) existieren, die wiederkehrend eine bestimmte Klasse von lokalen Konsequenzen (hohe/niedrige Temperatur, starker/geringer Niederschlag etc.) hervorrufen
3. unter dem Antrieb von Emissions-Szenarios verändert sich die Häufigkeitsverteilung der atmosphärischen Muster
4. auch in der Zukunft bleiben die derzeit bestehenden Beziehung zwischen atmosphärischen Mustern und lokalen Konsequenzen valide
5. die Repräsentation des sich ändernden Klimas in den von WETTREG erzeugten lokalen Simulationszeitreihen ist statistisch zutreffend, so dass Aussagen über Mittelwerte, Varianz und Extreme von Wetterelementen an den Orten der Klimamessreihen möglich sind

## Funktionsprinzip
Einfach ausgedrückt werden bekannte Daten von lokalen Klimastationen statistisch mit bekannten großräumigen Wetterlagen assoziiert. Kennt man nun großräumige Wetterlagen der Zukunft, etwa aus globalen Klimamodellen, lässt sich dieser Zusammenhang wieder zurück auf die einzelnen Stationen anwenden.

### Herstellung von Zusammenhängen bekannter Variablen
Um die Komplexität und damit den Rechenaufwand gering zu halten, werden für die Berechnung auf Stationsseite nur zwei Leitgrößen verwendet: Temperatur und Niederschlag. Wurden an einer Station weitere Werte erfasst (Luftdruck, Luftfeuchtigkeit etc.) bleiben diese den Leitgrößen angegliedert, gehen also für spätere Projektionen nicht verloren.
Die Stationswerte der beiden Leitgrößen werden nun in Klassen vordefinierter Größe unterteilt. Ursprünglich waren dies zehn Temperaturklassen (differenziert von kalt bis warm) und acht Niederschlagsklassen (trocken bis feucht). Die Klassen wurden zudem nach Jahreszeit differenziert, sodass sich 40 Temperatur- und 32 Niederschlagsklassen ergeben, was als optimale Anzahl für die vorgesehene Modellkomplexität galt. Aus Gründen, die in Abschnitt WETTREG 2010 beschrieben werden, mussten den Temperaturklassen später zwei weitere hinzugefügt werden.
Jede Klasse enthält jetzt eine Vielzahl an Stationswerten. Die einzelnen Klassen werden nun mit bestimmten atmosphärischen Mustern assoziiert, die nach einer Methode zur objektiven Zirkulationsmustererkennung klassifiziert werden (nach einem sogenannten K-Means-Clusterverfahren). Die Wetterlagen werden durch 43 potentielle Prädiktoren definiert (z. B. Luftdruck, Temperaturgradienten, thermische Winde …) die sich auf einem verzerrungsfreien horizontalen Gitter befinden. Die Daten dieser Wetterlagen entstammen typischerweise meteorologischen Reanalyse-Daten, wobei sowohl NCEP/NCAR Reanalysen als auch ERA-40-Daten des ECMWF zum Einsatz kamen. Diese Reanalyse Gitter können in ähnlichen Auflösungen vorliegen wie sie von heutigen globalen Klimamodellen verwendet werden (ca. 100 × 100 km). Aus den Mittelwerten der Stationstageswerte einer Klasse werden nun Komposita erzeugt, die mit diesen gitterbasierten Wetterlagen assoziiert werden.

### Globalmodell und Resampling
Im Prinzip kann nun jeder beliebigen Wetterlage über den gleichen statistischen Zusammenhang wieder eine einzige Klasse zugeordnet werden. Jede Klasse enthält dabei einen großen Pool an Tagen, wobei jeder Tag sämtliche Variablen beinhaltet die an dieser Station gemessen werden. Hier kommt nun die obige Annahme zum Tragen, den Ergebnissen globaler Modelle zu vertrauen. Diese werden verwendet, um zukünftige Wetterlagen zu identifizieren. Anfangs wurde hierfür meist ECHAM 4 später ECHAM 5 verwendet. Jeder Wetterlage kann dann an jeder Station wieder eine Klasse zugeordnet werden. Aus dem Pool an Tagen einer Klasse wird nun einer zufällig gewählt.
Da die Tage sehr unterschiedliche Klimagrößen aufweisen können, wird meist der Mittelwert aus einer größeren Anzahl an Tagen gewählt. Dieses resampling umfasst typischerweise 10 oder 20 Wiederholungen. Bei diesem Prozess wird zudem darauf geachtet, dass die heute bekannten Übergangswahrscheinlichkeiten zwischen zwei Klassen eingehalten werden (auf extrem kalte Tage folgen z. B. sehr selten extrem heiße Tage). Da nicht nur davon auszugehen ist, dass sich die Häufigkeit der Muster verändert, sondern auch deren Amplitude, werden die Daten über ein Regressionsverfahren an diese potentiellen Extreme besser angepasst.
Die potentielle regionale Auflösung der Klimavariablen ist mit dieser Methode nur durch die Anzahl der vorhandenen Messstationen begrenzt. Für die ersten Deutschlandweiten Läufe wurden beispielsweise 1977 Stationen (282 Klima- und 1695 Niederschlagsstationen) verwendet.

## WETTREG 2010
Nach den ersten erfolgreichen Läufen mit dem Modell, heute als WETTREG 2006 bezeichnet, wurden einige Beobachtungen gemacht:
- Obwohl die Häufigkeit der Zirkulationsmuster und die modellierten physikalischen Verhältnisse eines zukünftigen Klimas aus ECHAM 5 als Antriebsgröße von WETTREG ausgewertet werden, ist die Amplitude des von Wettreg simulierten Temperatursignals etwa ab Mitte des 21. Jahrhunderts niedriger als beim antreibenden ECHAM-Modell – auch die von ECHAM angetriebenen dynamischen Regionalisierungen mit Remo oder CCLM weisen höhere Signalamplituden auf.
- Die Häufigkeitsverteilungen der Zirkulationsmuster, die in ECHAM-5-Szenarios wiedererkannt werden, haben eine Tendenz zur Degenerierung, d. h. zum Ende des 21. Jahrhunderts nehmen die mit niedriger lokaler Temperatur assoziierten Muster bis zu deren Verschwinden ab und ein wachsender Anteil der Zirkulationsmuster akkumuliert in den Mustern, die mit besonders hoher lokaler Temperatur assoziiert sind.
- Das Gütemaß der Wiedererkennung lässt mit der Zeit nach – es existieren also Muster, die nicht gut mit den Vorgaben in Einklang zu bringen sind.

Die neue WETTREG 2010 enthält daher einige Anpassungen. Die wichtigste betrifft dabei wohl die Einführung von sog. Transwetterlagen (TWL). Hierbei wird davon ausgegangen, dass in Zukunft neue atmosphärische Muster bzw. extreme Ausprägungen bekannter Muster häufiger auftreten werden. Daher wurden die Temperaturklassen um 2 erweitert. Es zeigte sich, dass diese Wetterlagen insbesondere zum Jahrhundertende stark zunehmen und einige Tage die vorher Klasse 10 zugeschrieben wurden nun in den Klassen 11 und 12 lagen.
Andere Anpassungen betreffen etwa die Verwendung von Anomalien anstatt absoluter Werte, da dies statistisch stabilisierend über alle Zeiträume des Jahres wirkt. Die Verteilung von kalten und warmen Tagen ist im zeitlichen Verlauf nicht gleichmäßig. Kalte Tage treten beispielsweise im Frühjahr eher zu Beginn auf, warme eher gegen Ende. Durch die Klimaerwärmung treten wärmere Tage nun früher auf, so dass bei der Reihenbildung etwa wärmere Tage (etwa aus dem Mai) in den frühen April wandern. Maitage aber besitzen andere Bedingungen, etwa des Sonnenstands und folglich der Einstrahlung, was zu Inkonsistenzen in den Daten führte. Die Verwendung von Anomalien reduziert diese Dateninkonsistenz erheblich.
Eine weitere Veränderung betraf den Übergang zwischen den Jahreszeiten, für die wie oben beschrieben, jeweils eigene Klassen gebildet werden. Hierbei kam es zu Sprüngen des Klimasignals an diesen Übergängen, weshalb nun eine Pufferzone zwischen zwei Jahreszeiten eingeführt wurde, innerhalb der Episoden der endenden Jahreszeit in der nächsten weitergeführt werden können bzw. Episoden der neuen Jahreszeit verfrüht erlaubt wird zu beginnen.